# PPG Wave

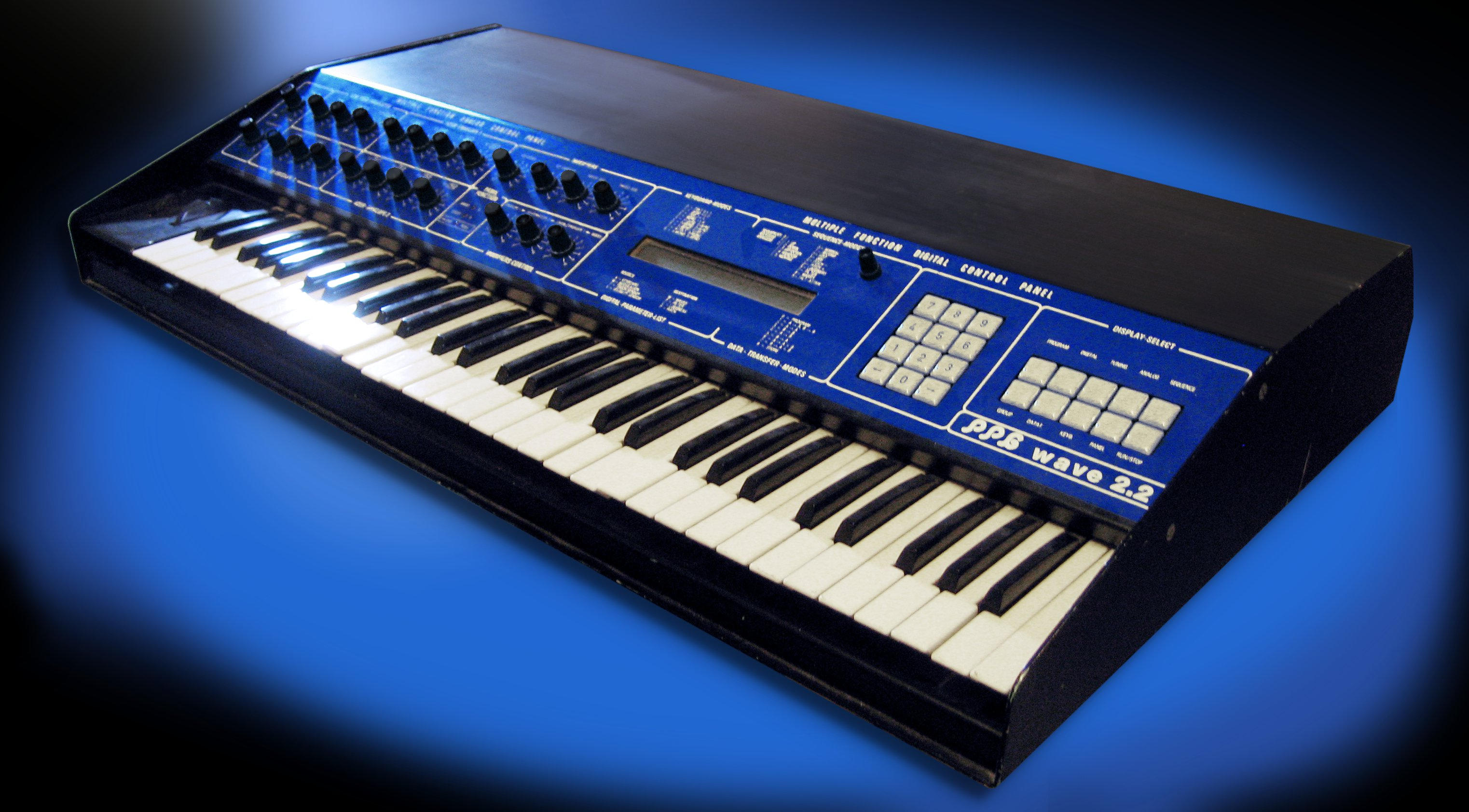
PPG Wave 2.2

PPG Wave é uma série de sintetizadores analógicos e digitais híbridos fabricados pela empresa alemã Palm Products GmbH de 1981 a 1987.

## Especificações
A série Wave da PPG representa uma evolução de seu antecessor o Wavecomputer 360 (1978), combinando seu mecanismo de som digital com VCAs analógicos e VCFs de 24 db por oitava, apresentando polifonia de 8 vozes; e substituindo sua série não tradicional de botões e controles deslizantes por um painel de controle que consiste em um LCD e um arranjo mais familiar de botões. Também foi adicionado à série Wave um sequenciador integrado que é capaz de gravar filtros e mudanças de wavetable em tempo real. No centro da unidade de processamento do Wave está uma CPU Motorola 6809. 
O PPG Wave foi produzido em três variantes sucessivas, os painéis de controle dos quais foram todos feitos em azul ultramarino RAL 5002:
- Wave 2 (1981–1982) - 8 osciladores (um por voz), resolução de 8 bits
- Wave 2.2 (1982–1984) - 16 osciladores (dois por voz), resolução de 8 bits
- Wave 2.3 (1984–1987) - 16 osciladores (dois por voz), resolução de 12 bits apenas via Waveterm

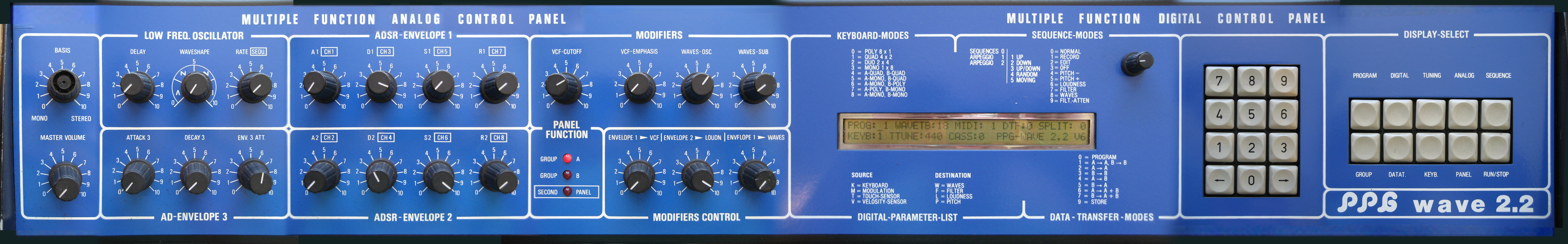
Painel frontal do PPG Wave 2.2

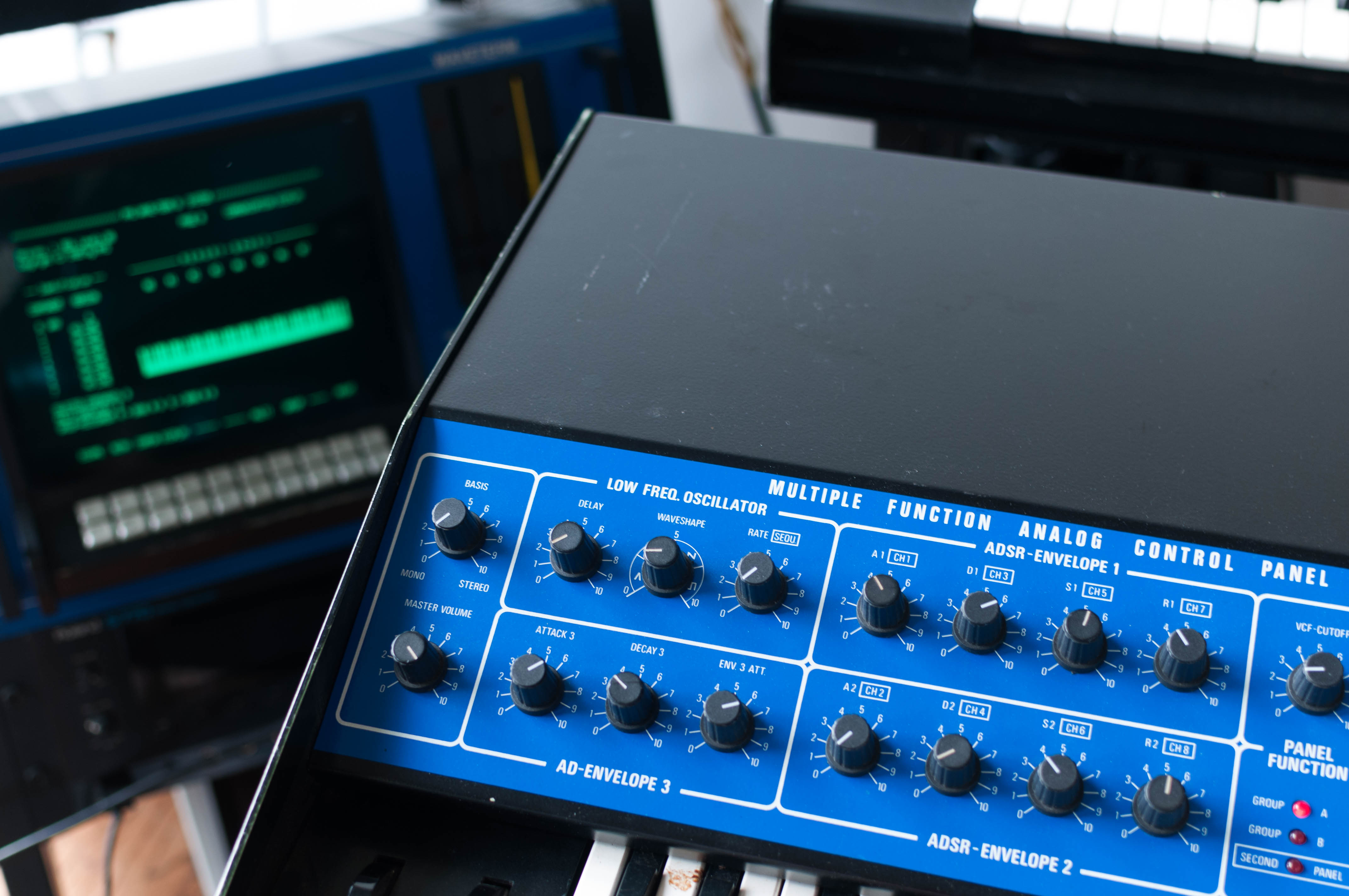
Waveterm B ao lado do PPG Wave

O PPG Wave pode ser conectado a vários componente simultaneamente, por meio de um barramento personalizado, como um controlador de teclado "inteligente" (PRK), unidades de expansão de 8 vozes (EVU) e um computador chamado Waveterm A (versão B posterior chegou) para amostragem, manipulação de áudio, edição, sequenciamento e criação de tabelas de ondas definidas pelo usuário. Coletivamente, essa configuração é conhecida como "PPG Wave System" na qual, pretendia competir com o Fairlight CMI. 

## Sucesso de mercado
O PPG Wave rapidamente ganhou distinção dos sintetizadores analógicos tradicionais. Artistas notáveis que usaram o Wave incluem: a-ha, Alphaville, David Bowie, Diane Arkenstone, The Fixx, Go West, Hall & Oates, Trevor Horn, Steven Halpern, Propaganda, Laza Ristovski, Jean Michel Jarre, Marillion, Level 42, Art of Noise, Saga, Rush, Depeche Mode, Gary Numan, Robert Palmer, Gary Stadler, Kitaro, Jean-Benoit Dunckel, Psychedelic Furs, Tangerine Dream, The Stranglers, Talk Talk, Tears for Fears, Michelle Tumes, The Twins, Steve Winwood, Stevie Nicks, Thomas Dolby, Ultravox, Wang Chung, Eurogliders, Stevie Wonder e Ilan Chester.

## Declínio no mercado
A inovação da PPG no campo da tecnologia de sintetizador digital impactou a indústria. O preço do sintetizador PPG Wave em seus primeiros anos foi de US $ 7.000 - 10.000 dólares. Dentro de alguns anos, sintetizadores digitais, como o Yamaha DX7 (1983), Korg DW-8000 (1985), Ensoniq ESQ-1 (1986) e Sequential Prophet VS (1986), seriam lançados a preços mais baixos. Além disso, o rápido desenvolvimento da tecnologia de amostragem digital e as reduções nos preços da memória facilitaram o surgimento de uma nova geração de samplers autônomos e fáceis de usar, como o Emu Emulator II (1984), Ensoniq Mirage (1984) e o Sequential Prophet 2000 (1985). A redução da participação de mercado da PPG e o alto custo de desenvolvimento de novos produtos criaram dificuldades financeiras que resultaram na interrupção das operações da empresa em 1987. 